# Тритагонист
Тритагонист (от др.-греч. τριταγωνιστής τριταγωνιστής, третий актёр, от τριτος— «третий» и αγωνίζομαι — «состязаюсь», αγωνιστής — «борец») — третий по значимости персонаж повествования, после протагониста и дейтерагониста. В древнегреческой драме тритагонист был третьим членом актёрской труппы.
Как персонаж тритагонист может выступать в качестве подстрекателя или причины страданий главного героя. Несмотря на то, что это персонаж, вызывающий меньше всего сочувствия, он служит причиной ситуаций, вызывающих жалость и сочувствие к главному герою:451.

## История
Тритагонист появился из более ранних форм драм с двумя актёрами. Аристотель в «Поэтике» говорит, что это сделал Софокл, введя в спектакль также декорации (в то время, как дейтерагониста ввёл Эсхил). В то время, как использование двух героев позволяло задействовать только основного персонажа и его противника, передача роли противника третьему актёру (тритагонисту) позволила второму актёру (дейтерагонисту) играть роли друга или помощника протагониста, и тем самым добиться от главного героя большей глубины, поскольку он теперь мог вербально выразить слушателю на сцене свои чувства и мотивы:451. Поскольку декламации в греческом театре были хотя бы отчасти мелодическими, роль тритагониста обычно отходила исполнителю с басовым тембром (в отличие от тенора протагониста и баритона дейтерагониста):172. Цицерон в своей Divinatio in Caecilium сообщал, что тритагонисту (будучи менее важной по сравнению с протагонистом ролью) часто приходилось усмирять его голос, если он от природы был сильнее, чем голос протагониста.
Среди видных древнегреческих актёров, работавших в этом амплуа, был оратор Эсхин, которого Демосфен считал бездарным тритагонистом:175, и Миниск, игравший протагониста под руководством Эсхила:195.
В некоторых формах греческого театра протагонист традиционно выходил на сцену по центру, дейтерагонист справа, а тритагонист слева:404.